# Ecsenius
Ecsenius es un género de peces de la familia de los blénidos (Blenniidae), del orden Perciformes.

## Especies
Este género incluye las siguientes 53 especies:

- Ecsenius aequalis (Springer, 1988)
- Ecsenius alleni (Springer, 1988)
- Ecsenius aroni (Springer, 1971)[11]
- Ecsenius australianus (Springer, 1988)
- Ecsenius axelrodi (Springer, 1988)[12]
- Ecsenius bandanus (Springer, 1971)
- Ecsenius bathi (Springer, 1988)[12]
- Ecsenius bicolor (Day, 1888)[13]
- Ecsenius bimaculatus (Springer, 1971)[11]
- Ecsenius caeruliventris (Springer & Allen, 2004)[14]
- Ecsenius collettei (Springer, 1972)
- Ecsenius dentex (Springer, 1988)
- Ecsenius dilemma (Springer, 1988)
- Ecsenius fijiensis (Springer, 1988)
- Ecsenius fourmanoiri (Springer, 1972)
- Ecsenius frontalis (Valenciennes, 1836)[15]
- Ecsenius gravieri (Pellegrin, 1906)[16]
- Ecsenius isos (McKinney & Springer, 1976)
- Ecsenius kurti (Springer, 1988)
- Ecsenius lineatus (Klausewitz, 1962)[17]
- Ecsenius lividanalis (Chapman & Schultz, 1952)
- Ecsenius lubbocki (Springer, 1988)
- Ecsenius mandibularis (McCulloch, 1923)
- Ecsenius melarchus (McKinney & Springer, 1976)
- Ecsenius midas (Starck, 1969)[18]
- Ecsenius minutus (Klausewitz, 1963)[19]
- Ecsenius monoculus (Springer, 1988)
- Ecsenius nalolo (Smith, 1959)[20]
- Ecsenius namiyei (Jordan & Evermann, 1902)[21][22]
- Ecsenius niue (Springer, 2002)[23]
- Ecsenius oculatus (Springer, 1988)
- Ecsenius oculus (Springer, 1971)[24]
- Ecsenius ops (Springer & Allen, 2001)[25]
- Ecsenius opsifrontalis (Chapman & Schultz, 1952)[26]
- Ecsenius pardus (Springer, 1988)
- Ecsenius paroculus (Springer, 1988)
- Ecsenius pictus (McKinney & Springer, 1976)[27]
- Ecsenius polystictus (Springer & Randall, 1999)[28]
- Ecsenius portenoyi (Springer, 1988)
- Ecsenius prooculis (Chapman & Schultz, 1952)
- Ecsenius pulcher (Murray, 1887)[29]
- Ecsenius randalli (Springer, 1991)[30]
- Ecsenius schroederi (McKinney & Springer, 1976)
- Ecsenius sellifer (Springer, 1988)
- Ecsenius shirleyae (Springer & Allen, 2004)[14]
- Ecsenius stictus (Springer, 1988)
- Ecsenius stigmatura (Fowler, 1952)
- Ecsenius taeniatus (Springer, 1988)
- Ecsenius tessera (Springer, 1988)
- Ecsenius tigris (Springer, 1988)
- Ecsenius tricolor (Springer & Allen, 2001)[31]
- Ecsenius trilineatus (Springer, 1972)
- Ecsenius yaeyamaensis (Aoyagi, 1954)[32]